# Ecnomus nibbor
Ecnomus nibbor là một loài Trichoptera trong họ Ecnomidae. Chúng phân bố ở miền Australasia.